# Caryopemon cruciger
Caryopemon cruciger is een keversoort uit de familie bladkevers (Chrysomelidae). De wetenschappelijke naam van de soort werd in 1839 gepubliceerd door James Francis Stephens.